# Gare d'Echternach
La gare d'Echternach était une gare ferroviaire luxembourgeoise de la ligne d'Ettelbruck à Grevenmacher, située à proximité du centre-ville d'Echternach, dans le canton d'Echternach.
Elle est mise en service en 1873 par la Direction générale impériale des chemins de fer d'Alsace-Lorraine, l'exploitant des lignes de la Société royale grand-ducale des chemins de fer Guillaume-Luxembourg. La gare ferme en 1964, en même temps que la section de Diekirch à Echternach de la ligne.

## Situation ferroviaire
Établie à 161 mètres d'altitude, la gare d'Echternach est située au point kilométrique (PK) 27 de la ligne d'Ettelbruck à Grevemacher, entre les gares de Weilerbach et de Steinheim.
Elle a été de 1904 à 1954 l'aboutissement de la ligne de Luxembourg à Echternach des chemins de fer vicinaux, à voie métrique.

## Histoire
La station d'Echternach construite par la Société royale grand-ducale des chemins de fer Guillaume-Luxembourg est mise en service le 8 décembre 1873 par la Direction générale impériale des chemins de fer d'Alsace-Lorraine, lors de l'ouverture de la section de Diekirch à Echternach de la ligne d'Ettelbruck à Grevenmacher.
La gare était relativement importante et comptait une annexe des ateliers de Pétange.
La gare est fermée le 27 mai 1964, en même temps que la section de Diekirch à Echternach de la ligne d'Ettelbruck à Grevenmacher.

## Service des voyageurs
Gare fermée le 27 mai 1964, le bâtiment voyageurs est détruit dans la décennie suivante. En 1972, un garage du service d'autobus des CFL est construit sur le site et reste en activité jusqu'en 2019 où il est remplacé par un nouveau dépôt dans la même commune, où l'on trouve une importante gare routière du RGTR ainsi que la piscine municipale.